# Sanja Maletić
Sanja Maletić (serbisk kyrilliska: Сања Малетић), född 27 april 1973. i Tuzla, Bosnien och Hercegovina, är en populär bosnienserbisk sångerska. Hon bor numera i Belgrad, Serbien. Förutom att hon har serbiska som modersmål, talar hon engelska, tyska och italienska.

## Musikkarriär
Maletić började sin karriär i slutet av 1998.

## Diskografi
- Kani suzo (1999.)
- Snegovi (2001.)
- Ruzmarin (2002.)
- ’Amajlija (2004.)
- Noć u mojoj sobi (2006.)
- Golden girl (2010.)